# Perissus demonacoides
Perissus demonacoides là một loài bọ cánh cứng trong họ Cerambycidae.